# Brabos
Brabos – gmina w Hiszpanii, w prowincji Ávila, w Kastylii i León, o powierzchni 18,35 km². W 2011 roku gmina liczyła 55 mieszkańców.